# Boca-orella

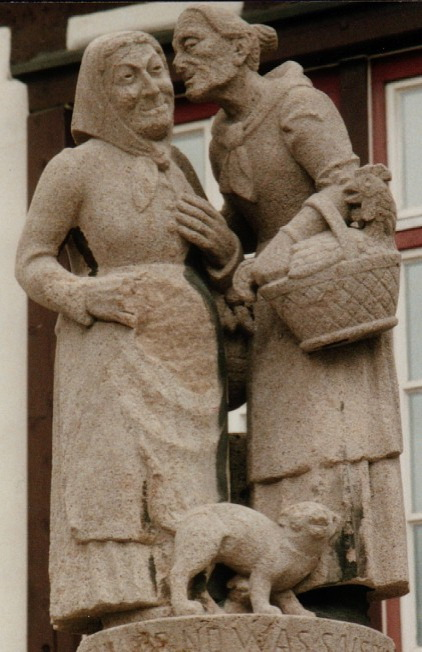
El més antic boca-orella

El boca-orella és la divulgació d'una informació, directament d'una persona a una altra, o bé de forma oral o bé per altres mitjans amb immediatesa equivalent. A més del seu ús genèric, en el món del màrqueting el concepte adquireix una significació especial com a estratègia de promoció. En la seva utilització més comuna, es pot fer servir el concepte per referir-se a la difusió de notícies, rumors, filtracions o, fins i tot, informacions poc rellevants. El boca-orella seria, en principi, una comunicació parlada, però avui dia s'inclouen en aquest concepte els diàlegs per Internet, en correus electrònics, blogs, fòrums o xarxes socials.

## El boca-orella en màrqueting
El boca-orella es considera una tècnica de promoció que consisteix a passar informació per mitjans «verbals», especialment recomanacions però també informació o referències de caràcter general, d'una manera informal i personal, més que a través de mitjans de comunicació, anuncis, publicació organitzada o màrqueting tradicional.
En aquest entorn, el concepte boca-orella no té les implicacions negatives que poden comportar altres paraules properes en el seu ús genèric, com ara la xafarderia.
La promoció basada en el boca-orella és altament valorada pels que l'utilitzen, ja que aquesta forma de comunicació té una credibilitat molt alta a causa de la font de la qual prové. La gent està més inclinada a creure el que li arriba pel boca-orella que a través de maneres més formals de promoció, perquè considera que el comunicador és poc probable que tingui un interès ulterior, com ara intentar vendre-li alguna cosa. També està comprovat que les persones tendeixen a creure més aquells que coneixen o, fins i tot, les opinions a Internet d'altres consumidors.
El màrqueting boca-orella, tal com es denomina aquesta disciplina, es basa en el màrqueting de tercera generació. En la primera, el principal eren els productes, mentre que en la segona el rellevant són les relacions. En aquesta tercera generació, l'empresa té un paper gairebé secundari i simplement inicia els disparadors perquè el boca-orella s'expandeixi de manera exponencial entre els mateixos consumidors. El boca-orella és essencialment un procés lineal, amb la informació que passa d'un individu a un altre, i a un altre més, i així successivament. Aquí rau el secret del seu èxit.
Per crear el boca-orella, els venedors o promotors utilitzen tècniques de publicitat. Una forma molt efectiva de la promoció boca-orella consisteix a crear el que en anglès es denomina un buzz , terme que es pot traduir per «brunzit», però també per «rumor», i que, a més, té un altre significat: denomina igualment la sensació d'entusiasme que pot crear (quan és positiu). Un «brunzit» és una forma altament intensa i interactiva de boca-orella i es considera reeixit quan les interaccions són tan vives que la informació es mou en un patró en forma de matriu més que lineal. Tothom està parlant de l'assumpte.
Per realitzar una campanya de màrqueting boca-orella, inicialment cal conèixer en profunditat els clients i no clients de cada empresa. Què fan durant el dia? Són persones amb molts contactes? Com es comuniquen?. Després d'això hem d'identificar quin és el wording, és a dir, les paraules que s'utilitzen per parlar del nostre producte. Aquestes són les fases inicials que no poden faltar en cap campanya de boca-orella.

## Controvèrsia terminològica
Tot i que el boca-orella té connotacions equivalents a expressions tradicionals, com ara «anar de boca en boca», l'Optimot –servei lingüístic de la Generalitat de Catalunya– especifica que no s'ha de confondre amb l'expressió «boca a boca», pròpia del corresponent mètode de respiració artificial, i que s'ha d'escriure amb guionet i sense la preposició «a». Tanmateix és freqüent trobar usos dispars, debats o propostes diverses pel que fa a utilitzar l'expressió «boca a boca» o bé «boca-orella» (o també «boca a orella»), sovint amb preferència per la primera. El mateix succeeix en castellà, on es pot veure l'equivalent a ambdues expressions, si bé la segona sol considerar-se un catalanisme o un gal·licisme (de bouche-à-oreille).